# Municipio 12 Paw Creek
El municipio 12 Paw Creek (en inglés: Township 12, Paw Creek) es un municipio ubicado en el  condado de Mecklenburg en el estado estadounidense de Carolina del Norte. En el año 2010 tenía una población de 6.563 habitantes.

## Geografía
El municipio 12 Paw Creek se encuentra ubicado en las coordenadas 35°17′39.11″N 80°57′56.15″O / 35.2941972, -80.9655972.